# Уличанка
Уличанка (укр. Уличанка) — река в Дрогобычском и Стрыйском районах Львовской области Украины. Левый приток реки Колодница (бассейн Днестра).
Длина реки 24 км, площадь бассейна 85 км². Река в верхнем течении горная с многочисленными перекатами и каменистым дном, в низовье — в основном равнинная. Долина узкая, преимущественно глубокая. Русло слабоизвилистое, более извилистое в нижнем течении.
Берёт начало западнее села Доброгостов, на северо-восточных склонах Восточных Бескид. Сначала течёт на северо-восток, дальше — на восток и юго-восток, в низовье — опять на северо-восток. Впадает в Колодницу в северной части села Голобутов. На реке расположены сёла Доброгостов, Уличное, Голобутов.